# René Wehrli
René Wehrli (* 9. Juli 1910 in Frauenfeld; † 11. Dezember 2005 in Zürich) war ein Schweizer Kunsthistoriker und von 1950 bis 1975 Direktor des Kunsthauses Zürich.

## Leben
René Wehrli studierte von 1929 bis 1935 Germanistik und Kunstgeschichte an den Universitäten Zürich und Berlin und wurde 1938 an der Universität Zürich in Germanistik promoviert. 1943 wurde er Assistent von Wilhelm Wartmann, des Direktors des Kunsthauses Zürich, von 1950 bis zu seinem Ruhestand 1975 war er selbst Direktor des Kunsthauses.
Wehrli konnte das Kunsthaus beträchtlich ausbauen. 1958 wurde der von Emil Georg Bührle gestiftete Ausstellungsflügel eröffnet, in dem Wechselausstellungen präsentiert werden konnten, 1976 wurde ein Erweiterungsbau eingeweiht. Er war während seiner Zeit am Kunstmuseum für über 370 Ausstellungen verantwortlich, diese reichten von der antiken Kunst und Kulturgeschichte (1953 „Altrömische Porträtplastik“, 1954 „Prähistorische Bronzen aus Sardinien“, 1955 „Kunst und Leben der Etrusker“, alle organisiert mit dem Archäologen Hans Jucker) bis zur zeitgenössischen Kunst.

## Veröffentlichungen (Auswahl)
- Eichendorffs Erlebnis und Gestaltung der Sinnenwelt (= Wege zur Dichtung Bd. 32). Huber, Frauenfeld 1938 (Dissertation).
- Ernst Morgenthaler. Editions du Griffon, Neuchâtel 1953.
- Hans Fischer genannt Fis. Artemis Verlag, Zürich 1959.